# هيكتور فيليكس ميراندا
هيكتور فيليكس ميراندا (بالإسبانية: Héctor Félix Miranda)‏ هو صحفي مكسيكي، ولد في 1941، وتوفي في 20 أبريل 1988 في تيخوانا في المكسيك.